# آرامباره
آرامباره (به پرتغالی: Arambaré) یک منطقهٔ مسکونی در برزیل است که در ریو گرانده جنوبی واقع شده‌است. آرامباره ۵۱۹٫۱۲۴ کیلومتر مربع مساحت و ۳٬۵۶۲ نفر جمعیت دارد و ۵ متر بالاتر از سطح دریا واقع شده‌است.